# Sébastien Flochon
Sébastien Flochon, né le 19 janvier 1993 à Lyon, est un footballeur franco-italien. Il évolue au poste de milieu de terrain à l’US Boulogne CO

## Biographie

### Carrière
Flochon arrive au Vendée Les Herbiers Football en championnat national pour la saison 2016-2017. La saison suivante, le club vendéen fait un parcours remarqué en Coupe de France, atteignant la finale de la compétition. Les Herbiers s'inclinent 2-0 à ce stade face aux champions en titre du Paris Saint-Germain – dans ce qui aura été une des finales les plus déséquilibrées de l'histoire de la coupe – gravant néanmoins leur nom dans l'histoire du football vendéen.
Sébastien Flochon joue un rôle central dans l'épopée des Herbiers récupérant le brassard de capitaine à partir des quarts de finale.
En quart de finale justement, Flochon marque le but de la victoire lors de la séance de tirs au but contre le RC Lens.
À l'issue de la finale perdue, les joueurs du PSG, afin de rendre hommage au club de troisième division, soulèvent la coupe de France avec le capitaine des Herbiers.

## Vie privée
Sébastien Flochon possède la double nationalité franco-italienne, via son grand-père, originaire de Orani en Sardaigne. Bilingue, il avoue notamment avoir comme modèles absolus des grands milieux de terrain italiens comme Pirlo ou De Rossi.

## Palmarès
Les Herbiers
- Coupe de France
  - Finaliste : 2018